# Вефильская церковь Индонезии
Вефильская церковь Индонезии (индон. Gereja Bethel Indonesia, GBI) — христианская пятидесятническая церковь в Индонезии. Объединяет свыше 2,5 млн верующих и 5 тыс. церквей. На правах широкой автономии входит в Церковь Бога (Кливленд, Теннесси), являясь её крупнейшим национальным союзом.
Штаб-квартира организации находится в Джакарте.
На русский язык название церкви иногда переводят как «Бетельская церковь Индонезии». На английском языке распространено название «Вефильская полноевангельская церковь Бога».

## История
Американские миссионеры принесли пятидесятнические доктрины в Индонезию в 1921 году. В 1923 году был основан Союз пятидесятнических церквей, позднее переименованный в Пятидесятническую церковь Индонезии. В 1946 году от Пятидесятнической церкви Индонезии откололась группа, основавшая Вефильскую церковь полного евангелия. 5 февраля 1967 года Вефильская церковь полного евангелия подписала соглашение об объединении с Церковью Бога. Однако, в связи с разногласиями среди лидеров церкви, 6 октября 1970 года церковь вновь была перерегистрирована под названием Вефильская церковь Индонезии. Министерство по делам религий официально зарегистрировала церковь приказом № 41 от 9 декабря 1972 года.
В 1998 году церковь насчитывала 725 тыс. верующих в 1320 церквах. К 2010 году численность верующих увеличилась до 2,5 млн. Половина прихожан церкви — проживающие в Индонезии китайцы.
В 2000 году в Сурабая было завершено строительство мегацеркви «Вифания», вместимостью 35 тыс. человек. Церкви также принадлежат крупные церковные комплексы в Джакарте (10 тысяч мест), Денпасаре (5 тысяч мест) и Суракарте (5 тысяч мест).
В 2007 году церковь определила видение на 10 лет вперёд — насадить в Индонезии ещё 10 тыс. новых церквей и обратить 1 миллион индонезийцев в пятидесятничество.

## Вероучение
Вефильская церковь Индонезии относится к пятидесятникам трёх духовных благословений.
Исповедание веры содержит утверждения о богодухновенности Библии, триединстве Бога, двух природах Христа. Среди таинств церковь признаёт водное крещение и причастие. Особый акцент сделан на крещении Духом Святым и возможность божественного исцеления.
Теологическую подготовку будущих служителей церкви проводит Вефильская семинария, расположенная в Джакарте, школа богословия «Харизма» и ряд других заведений.